# EQ Tauri

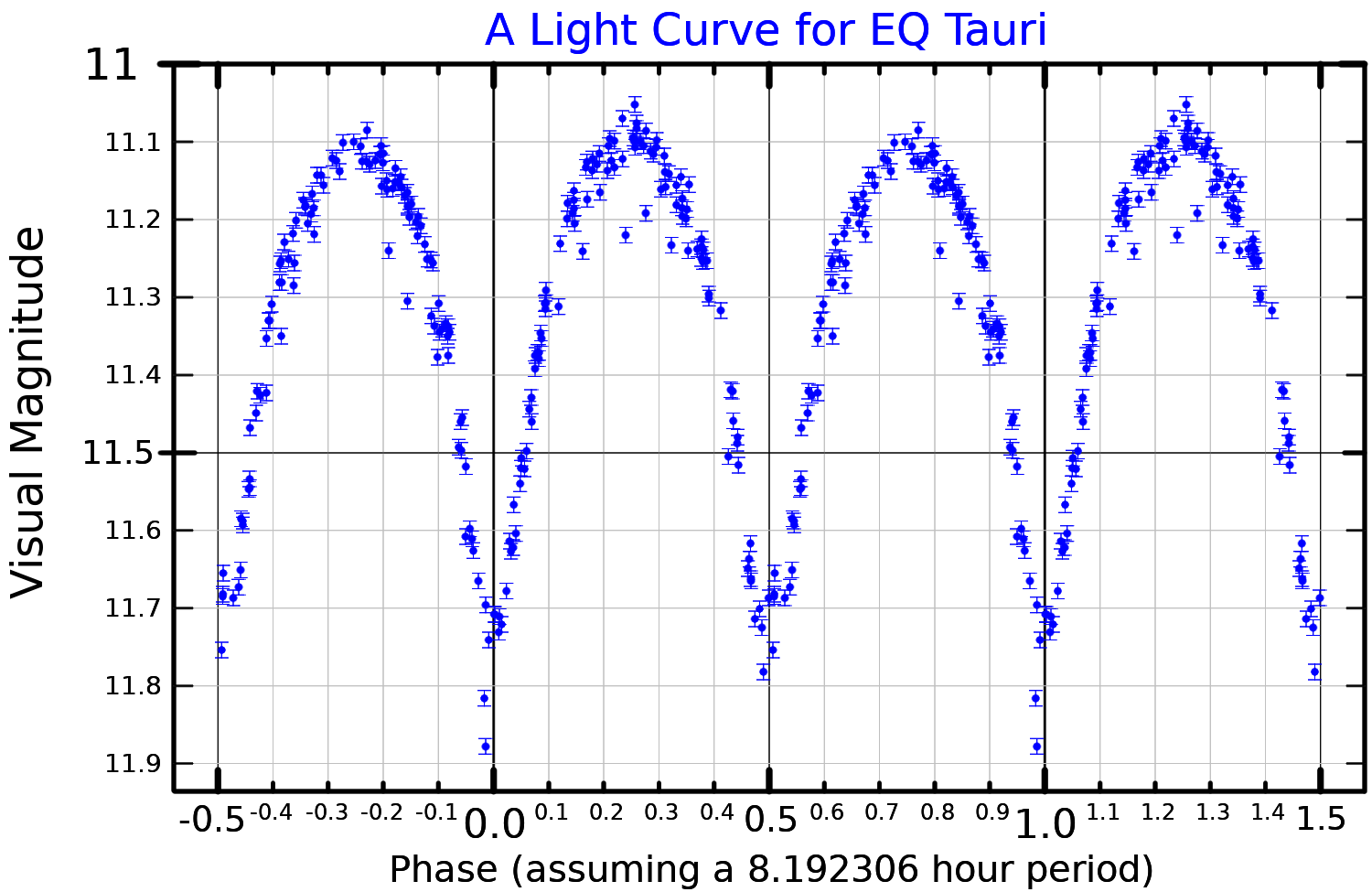
Gráfica que muestra la magnitud visual (cómo de brillante es la estrella) según la variación de tiempo (tomado en un periodo aproximado de 8 horas)

EQ Tauri (EQ Tau / TYC 1260-909-1) es una estrella variable encuadrada en la constelación de Tauro.
De magnitud aparente máxima +11,12, está aproximadamente a 468 años luz del sistema solar.
EQ Tauri constituye una binaria de contacto en donde las dos componentes comparten su capa exterior de gas, siendo el tipo espectral conjunto G1.
La componente primaria es una estrella de tipo solar con una envoltura convectiva muy profunda.
Con una temperatura efectiva de 5800 K, tiene una masa de 1,23 masas solares.
Su luminosidad es un 33% mayor que la del Sol.
Su radio es un 14% más grande que el radio solar y gira sobre sí misma a gran velocidad, concretamente 80 veces más deprisa que el Sol.
Presenta manchas estelares, las cuales, dependiendo del momento de observación, cubren entre el 3 y el 20% de la fotosfera de la estrella.
La componente secundaria tiene una masa igual al 54% de la masa solar, lo que implica que la relación entre las masas de las dos estrellas del sistema q es igual a 0,442.
Tiene una temperatura de 5754 K y una luminosidad igual al 62% de la luminosidad solar.
Su masa es de 0,54 masas solares y su radio equivale a 4/5 partes del radio solar.
En esta componente se ha detectado un período de actividad magnética de 23 años de duración.
Como la práctica totalidad de binarias de contacto, EQ Tauri es también una binaria eclipsante —del tipo W Ursae Majoris—, cuyo brillo decae 0,53 magnitudes en el eclipse principal y 0,47 magnitudes en el secundario.
Ambas estrellas están separadas entre sí por solo 2,48 radios solares o 0,012 UA.
El período orbital del sistema es de 0,3413 días y se ha observado en él una variación cíclica de 48,5 años.
Dicha variación puede estar originada por la presencia de un tercer cuerpo —cuya masa sería de 0,27 masas solares— o por variaciones magnéticas periódicas en la componente primaria.